# جويدو مودا
جويدو مودا (بالإيطالية: Guido Moda)‏، (بيافون، 11 يوليو 1885 - بيرغامو، 5 نوفمبر 1957) لاعب كرة قدم إيطالي و مدرب كرة قدم إيطالي . بدأ روكو مسيرته كلاعب كرة قدم في نادي إيه سي ميلان و لعب معهم من عام 1903 إلى عام 1912 ، ثم اتجه إلى التدريب و درب الميلان في الفترة 1919-1921 . فاز مع الميلان ببطولتي دوري كلاعب موسمي 1906 و1907. و توفي عام 1957.